# فيليب إدوارد سميث
فيليب إدوارد سميث (بالإنجليزية: Philip Edward Smith)‏ هو طبيب غدد صماء أمريكي، ولد في 1884 في دي سميت في الولايات المتحدة، وتوفي في 8 ديسمبر 1970 في فلورنس ‏ في الولايات المتحدة.